# White Trash, Two Heebs and a Bean
White Trash, Two Heebs and a Bean to czwarty album punkowej grupy NOFX. Płyta została opublikowana w roku 1992 przez wytwórnię Epitaph. 

## Lista utworów
1. "Soul Doubt" – 2:46
2. "Stickin in My Eye" – 2:24
3. "Bob" – 2:02
4. "You're Bleeding" – 2:12
5. "Straight Edge" – 2:11
6. "Liza and Louise" – 2:22
7. "The Bag" – 2:46
8. "Please Play This Song on the Radio" – 2:16
9. "Warm" – 3:30
10. "I Wanna Be Your Baby" – 2:56
11. "Johnny Appleseed" – 2:37
12. "She's Gone" – 2:56
13. "Buggley Eyes" – 1:21

## Twórcy
- Fat Mike - Wokal, Bas
- Eric Melvin - Gitara
- Eric Sandin - perkusja
- El Hefe - gitara, trąbka, wokal
- Mike Lavella - wokal, głosy